# NVLink
NVLinkは、Nvidiaによって開発された通信プロトコルである。

## 概要
NVLinkは、CPUとGPUの間のポイント・ツー・ポイント接続、およびGPUと80GB/s（第1世代）の別のGPUとの間のポイント・ツー・ポイント接続を指定する。導入されているNVLink製品は、高性能アプリケーション領域に重点を置いている。
2016年4月5日、Nvidiaは、Tesla P100製品などで使用されるPascal (マイクロアーキテクチャ)にNVLinkを実装すると発表した。
2014年、米国エネルギー省はNVIDIAとIBMと、「Summit」と「Sierra」という2台のスーパーコンピュータを構築する契約を結んだ。帯域幅300GB/sのNVLink 2がノード相互接続に利用され、システムインターコネクトにはInfiniBandベースのものが利用されている。 これらのシステムは、VoltaマイクロアーキテクチャとPOWER9ファミリのCPUを組み合わせている。
2022年時点での最新、第4世代のNVLinkは、Hopperマイクロアーキテクチャで、帯域幅は900GB/sである。